# Stadtallendorf
Stadtallendorf är en stad i Landkreis Marburg-Biedenkopf i Regierungsbezirk Gießen i förbundslandet Hessen i Tyskland. 
De tidigare kommunerna Erksdorf och Hatzbach uppgick i Stadtallendorf 31 december 1971 samt Niederklein och Wolferode 1 juli 1974.